# Liste ethnischer Gruppen
Diese Liste ethnischer Gruppen enthält ethnische Gruppen und indigene Völker in alphabetischer Reihenfolge (ohne Anspruch auf Vollständigkeit). Es fehlen einige kleinere Gruppen und viele indigene Gruppen (siehe Liste indigener Völker); nicht gelistet sind historische Gruppen, die heute nicht mehr existieren.
Es gibt eine ständige und kontroverse Debatte über die Klassifizierung von ethnischen Gruppen. Die Zugehörigkeit zu einer ethnischen Gruppe ist in der Regel mit gemeinsamer Herkunft, Geschichte, Heimat, Sprache oder Dialekt und kulturellem Erbe verbunden. Kultur umfasst insbesondere Aspekte wie Religion, Mythologie und Rituale, Küche, Kleidungsstil und andere Faktoren. Ethnische Gruppen können in Untergruppen unterteilt sein, die je nach Quelle als unabhängige eigene ethnische Gruppen identifiziert werden oder nicht.

## Liste

### A
- Aari: Ethnie in Äthiopien
- Abasinen: ethnische Minderheit in Russland und Vorderasien
- Abchasen: ethnische Minderheit in Georgien (Abchasien), Russland und der Türkei
- Abdal: ethnische Minderheit in Ostchina, mit Uiguren verwandt
- Abé: Ethnie in der Elfenbeinküste, Untergruppe der Akan
- Aborigines: Ureinwohner Australiens, Minderheit im modernen Australien
- Abure: Ethnie in Westafrika, Untergruppe der Akan
- Achang: ethnische Minderheit in Südchina (Yunnan)
- Achinesen: Ethnie in Indonesien (Aceh)
- Aderi: Ethnie in Äthiopien
- Adja: Ethnie in Westafrika
- Afar: Volksgruppe in Ostafrika
- Afroamerikaner: ethnische Minderheit in den Vereinigten Staaten, Nachkommen verschleppter Sklaven
- Afschar: Ethnische Minderheit im Iran
- Agau: Volksgruppe in Ostafrika
- Ahafo: Ethnie in Ghana, Untergruppe der Akan
- Ahanta: Ethnie in Westafrika, Untergruppe der Akan
- Ahom: Ethnie in Nordostindien
- Aimaken: Minderheit in Afghanistan und Iran
- Ainu: indigenes Volk in Japan und Russland
- Akha: ethnische Minderheit in Südchina und Südostasien
- Akie: Ethnie in Westafrika, Untergruppe der Akan
- Akim: Ethnie in Westafrika, Untergruppe der Akan
- Akposo: Ethnie in Westafrika
- Akwamu: Ethnie in Westafrika, Untergruppe der Akan
- Akwapim: Ethnie in Westafrika, Untergruppe der Akan
- Aleuten: indigenes Volk der Aleuten
- Alladian: Ethnie in Westafrika, Untergruppe der Akan
- Altaier: ethnische Minderheit in Russland
- Alur: Ethnie in Uganda
- Ambonesen: Ethnie auf Ambon
- Amharen: Ethnie in Äthiopien (Amhara), Untergruppe der Habescha
- Amis: indigenes Volk in Taiwan
- Anyi: Ethnie in Westafrika, Untergruppe der Akan
- Andamaner: indigenes Volk der Andamanen und Nikobaren, mehrere Untergruppen wie Jarawa, Onge und Sentinelesen
- Anishinabe: indigenes Volk in Nordamerika
- Anufo: Ethnie in Westafrika, Untergruppe der Akan
- Apachen: indigenes Volk in Nordamerika
- Albaner: Mehrheitsbevölkerung von Albanien und Kosovo, Minderheit in mehreren anderen Staaten
- Araber: Ethnie in Vorderasien und Nordafrika, in verschiedene Untergruppen und Nationalitäten unterteilt, rund 400 Mio. Angehörige (2018)[1]
- Arakanesen: ethnische Minderheit in Myanmar
- Aramäer: ethnische und christliche Minderheit in Vorderasien (hauptsächlich Türkei und Syrien), Diaspora in Nord- und Mitteleuropa sowie Nordamerika
- Arawak: Indigenes Volk in Südamerika
- Armenier: Mehrheitsbevölkerung in Armenien, verstreute Diaspora
- Aromunen: ethnische Minderheit in Südosteuropa
- Aschanti: Ethnie in Westafrika (hauptsächlich Ghana), Untergruppe der Akan
- Aserbaidschaner: Mehrheitsbevölkerung in Aserbaidschan, Minderheit im Iran
- Assamesen Ethnie in Nordostindien (Assam)
- Assyrer: Minderheit in Vorderasien (Syrien und Irak)
- Atayal: indigenes Volk auf Taiwan
- Atoin Meto: Ethnie in Westtimor
- Avatime: Ethnie in Westafrika, Untergruppe der Akan
- Awaren: ethnische Minderheit in Russland und dem Kaukasus
- Aymara: indigenes Volk in Bolivien, Peru und Chile
- Azande: Ethnie in Zentralafrika

### B
- Bachtiaren: ethnische Minderheit im Iran
- Baganda: Ethnie in Uganda
- Baggara: Ethnie in der Sahelzone
- Bagirmi: Ethnie in Tschad
- Bai: ethnische Minderheit in Südchina (Yunnan)
- Bajau: Ethnie in Südostasien (Philippinen)
- Baka: Ethnie in Zentralafrika, Untergruppe der Pygmäen
- Bajau: Ethnie in Südostasien
- Bajuwaren: heute Bayern, Ethnie in Deutschland und weiteren Regionen in Europa mit verschiedenen Untergruppen und Sprachen wie Bairisch, Kultur und Brauchtümer wie Bayrische Küche, Bayrische Tracht, Krampus-Percht, vorfahren Boier
- Bakongo: Ethnie in Kongo (Demokratische Republik Kongo und Republik Kongo) und Angola
- Bakonjo: Ethnie in Uganda
- Balanta: Ethnie in Westafrika (Senegal, Gambia und Guinea-Bissau)
- Balinesen: Ethnie in Indonesien (Bali)
- Balkaren: ethnische Minderheit in Russland
- Baluba: Ethnie in Zentralafrika (DR Kongo)
- Bamar: Mehrheitsbevölkerung in Myanmar
- Bambara: Ethnie in Mali und Burkina Faso
- Bamileke: Ethnie in Kamerun
- Banda: Ethnie in Zentralafrika
- Bangala: Ethnie in Zentralafrika (DR Kongo), verschiedene Untergruppen wie Ngombe, Bangi und Bundja
- Banjaresen: Ethnie in Indonesien (Borneo)
- Banyamulenge: Ethnie in Zentralafrika (DR Kongo)
- Bari: Ethnie im Südsudan und Sudan
- Bariba: Ethnie in Westafrika
- Baschkiren: ethnische Minderheit in Russland
- Basken: ethnische Minderheit in Nordspanien und Südfrankreich, Sprecher einer isolierten Sprachfamilie
- Basotho: Mehrheitsbevölkerung in Lesotho, Minderheit in Südafrika
- Bassa: Ethnie in Kamerun
- Batak: Indigene Volksgruppe in Indonesien (Sumatra)
- Batak: Ethnie auf Palawan (Philippinen)
- Batanga: Ethnie in Kamerun und Äquatorialguinea
- Batéké: Ethnie in Zentralafrika
- Batswana: Mehrheitsbevölkerung in Botswana, Minderheit in Südafrika
- Baule: Ethnie in der Elfenbeinküste, Untergruppe der Akan
- Bedscha: Ethnie in Nordostafrika
- Belarussen: Mehrheitsbevölkerung in Belarus
- Belutschen: ethnische Minderheit in Afghanistan, Iran und Pakistan
- Bemba: Ethnie in Sambia
- Bench: Ethnie in Äthiopien
- Bengalen: Mehrheitsbevölkerung in Bangladesch und Westbengalen, rund 300 Mio. Angehörige
- Berber: Ethnie in Nordafrika und der Sahelzone, verschiedene Untergruppen und Sprachen wie Tamazight, Kabylen oder Tuareg
- Betawi: Ethnie in Indonesien (Java)
- Bété: Ethnie in Westafrika
- Bikolano: Ethnie auf den Philippinen
- Bilen: Ethnie in Eritrea
- Birifor: Ethnie in Westafrika
- Blang: ethnische Minderheit in Südchina (vorwiegend Provinz Yunnan)
- Bodo: Ethnie in Nordostindien
- Bonan: ethnische Minderheit in Westchina (vorwiegend Provinz Gansu)
- Bongo: Ethnie in Uganda und Südsudan
- Bororo: indigenes Volk in Brasilien
- Bosniaken: Ethnie in Südosteuropa
- Bouyei: ethnische Minderheit in Südchina (vorwiegend Provinz Guizhou)
- Bozo: Ethnie in Westafrika
- Bretonen: ethnische Minderheit in Frankreich
- Brong: Ethnie in Ghana, Untergruppe der Akan
- Bru: ethnische Minderheit in Vietnam, Laos und Thailand
- Bubi: Ethnie in Äquatorialguinea
- Bugis: Bevölkerungsgruppe in (Süd-)Sulawesi, Indonesien
- Bulgaren: Mehrheitsbevölkerung in Bulgarien
- Bunjewatzen: ethnische Minderheit in Serbien und Ungarn
- Buren: Nachkommen europäischer Siedler im südlichen Afrika
- Burgenlandkroaten: Minderheit im österreichischen Burgenland
- Burjaten: ethnische Minderheit in Russland (Sibirien)
- Busoga: Ethnie in Uganda

### C
- Chagga: Ethnie in Tansania
- Cham: ethnische Minderheit in Kambodscha und Vietnam
- Chamorro: Ethnie auf Guam und den Nördlichen Marianen
- Cherokee: indigenes Volk in Nordamerika, größtes noch existierendes Indianervolk in den Vereinigten Staaten
- Chewa: Ethnie in Malawi und Sambia
- Chickasaw: indigenes Volk in Nordamerika
- Chin: ethnische Minderheit in Myanmar
- Choctaw: indigenes Volk in Nordamerika
- Chokwe: Ethnie in Zentralafrika
- Coloureds: Ethnie im südlichen Afrika (hauptsächlich Südafrika), Mischbevölkerung aus verschiedenen Gruppen
- Cree: indigenes Volk in Nordamerika
- Chuukesen: Ethnie in Mikronesien

### D
- Dänen: Mehrheitsbevölkerung in Dänemark, Minderheit in Schleswig-Holstein (Südschleswig)
- Dangme: Ethnie in Ghana, Verwandt mit den Ga
- Dagaare: Ethnie in Westafrika
- Dagomba: Ethnie in Ghana
- Dai: ethnische Minderheit in Südchina (vorwiegend Provinz Yunnan)
- Damara: Ethnie in Namibia
- Darginer: ethnische Minderheit in Russland (Sibirien)
- Daur: ethnische Minderheit in Nordchina
- Dayak: indigenes Volk auf Borneo, In verschiedene Untergruppen wie Bidayuh, Kayan, Kelabit, Kenyah, Iban, Ngaju, Penan, Punan und Sihan gegliedert
- Deutsche: Mehrheitsbevölkerung in Deutschland, Große Anzahl von Personen mit deutscher Abstammung in Nordamerika
- Dinka: Ethnie im Südsudan
- Diola: Ethnie in Westafrika
- Dogon: Ethnie in Mali
- Dolganen: ethnische Minderheit in Russland (Sibirien)
- Dong: ethnische Minderheit in Südchina
- Dongxiang: ethnische Minderheit in Westchina
- Duala: Ethnie in Kamerun

### E
- Edo: Ethnie in Nigeria
- Efik: Ethnie in Nigeria
- Embera: indigenes Volk in Panama und Kolumbien
- Ekoi: Ethnie in Westafrika
- Engländer: Mehrheitsbevölkerung in England, rund 37 Mio. Angehörige im Vereinigten Königreich (2011)[2] Große Anzahl von Personen mit englischer Abstammung in Nordamerika und Ozeanien
- Esan: Ethnie in Nigeria
- Esten: Mehrheitsbevölkerung in Estland
- Ewenken: ethnische Minderheit und indigenes Volk in Russland (Sibirien)
- Ewe: Ethnie in Westafrika

### F
- Fang: Ethnie in Zentralafrika, Mehrheitsbevölkerung in Äquatorialguinea
- Fante: Ethnie in Ghana, Untergruppe der Akan
- Fidschianer: Mehrheitsbevölkerung in Fidschi
- Finnen: Mehrheitsbevölkerung in Finnland
- Flamen: Ethnische Gruppe in Belgien (Flandern), enge Verwandtschaft mit den Niederländern
- Fon: Ethnie in Westafrika
- Foko: Mehrheitsbevölkerung auf Madagaskar, teilen sich in verschiedene Untergruppen (darunter Merina, Betsileo oder Antaifasy) auf
- Franzosen: Mehrheitsbevölkerung in Frankreich
- Friesen: ethnische Minderheit in Deutschland und in den Niederlanden
- Fulbe: Ethnie in Westafrika, mit den Hausa verwandt
- Fur: Ethnie in Sudan (Darfur)

### G
- Ga: Ethnie in Ghana, Verwandt mit den Dangme
- Gagausen: ethnische Minderheit in Moldau, der Ukraine und Russland
- Galicier: ethnische Minderheit in Spanien
- Garifuna: Volksgruppe in Zentralamerika, gingen aus einer Vermischung von schwarzen Sklaven westafrikanischer Herkunft mit indigenen Kariben hervor
- Garo: Ethnie in Nordostindien
- Gayo: Ethnie in Indonesien (Sumatra)
- Gbagyi: Ethnie in Nigeria
- Gbaya: Ethnie in Zentralafrika
- Gedeo: Ethnie in Äthiopien
- Gelao: ethnische Minderheit in Südchina und Nordvietnam
- Georgier: Mehrheitsbevölkerung in Georgien
- Gilaker: Ethnie im Iran
- Gola: Ethnie in Westafrika
- Gond: indigenes Volk in Zentralindien
- Griechen: Mehrheitsbevölkerung in Griechenland
- Guaraní: indigenes Volk in Südamerika (Paraguay)
- Gujarati: Ethnie in Nordwestindien (Gujarat)
- Gumuz: Ethnie in Äthiopien und Sudan
- Gurage: Volksgruppe in Äthiopien, mehrere Untergruppen
- Gurma: Ethnie in Westafrika
- Grusi: Ethnie in Westafrika

### H
- Hadiyya: Volksgruppe in Äthiopien, mehrere Untergruppen
- Han: Mehrheitsbevölkerung in der Volksrepublik China, in der Republik China (Taiwan) und Singapur, bedeutende Minderheiten in Südostasien, mit rund 1,3 Milliarden Angehörigen die größte ethnische Gruppe der Welt[3]
- Hani: ethnische Minderheit in Südchina
- Hausa: Ethnie in Westafrika, Bedeutende Bevölkerungen in Nordnigeria und Niger
- Hawaiianer: indigenes Volk auf Hawaii, Untergruppe der Polynesier
- Haya: Ethnie Ostafrika
- Hazara: Ethnie in Afghanistan und Zentralasien
- Hedareb: Ethnie in Nordostafrika
- Hehe: Ethnie in Tansania
- Herero: Ethnie im südlichen Afrika
- Hezhen: ethnische Minderheit in Russland und der Volksrepublik China
- Hindustani: Ethno-linguistische Gruppe in Zentral- und Nordindien, bezeichnet die Hindi-Muttersprachler Indiens, keine gemeinsame kulturelle Identität, rund 300 Mio. Angehörige[4]
- Himba: Ethnie im südlichen Afrika
- Hispanics: Ethnie in Amerika, die alle Einwohner mit hispanoamerikanischer oder spanischer Herkunft umfasst, teils auch Latinos genannt
- Hmong: ethnische Minderheit in Vietnam und Südchina
- Hopi: indigenes Volk in Nordamerika
- Hui: ethnische Minderheit in Westchina
- Hutu: Ethnisch-soziale Gruppe in Ruanda und Burundi
- Huzulen: ethnische Minderheit in der Ukraine

### I
- Iban: indigenes Volk in Borneo
- Ibanag: Ethnie auf den Philippinen
- Ibibio: Ethnie in Nigeria
- Idoma: Ethnie in Nigeria
- Igbira: Ethnie in Nigeria
- Igbo: Ethnie in Nigeria
- Igede: Ethnie in Nigeria
- Igorot: indigenes Volk auf den Philippinen
- Ijaw: Ethnie in Nigeria
- Ik: Ethnie in Uganda und Kenia
- Illanun: Ethnie auf den Philippinen
- Ilokano: Ethnie auf den Philippinen
- Inguschen: ethnische Minderheit in Russland (Inguschetien)
- Inuit: indigenes Volk in Kanada und Grönland
- Iren: Mehrheitsbevölkerung in Irland, Minderheit im Vereinigten Königreich, große Anzahl von Personen mit irischer Abstammung in Nordamerika
- Irokesen: indigenes Volk in Nordamerika
- Isländer: Mehrheitsbevölkerung in Island
- Isoko: Ethnie in Nigeria
- Italiener: Mehrheitsbevölkerung in Italien, große Anzahl von Personen italienischer Abstammung in Europa, Nord- und Südamerika

### J
- Jaghnoben: ethnische Minderheit in Tadschikistan
- Jakuten: ethnische Minderheit in Russland (Sibirien)
- Japaner: Mehrheitsbevölkerung in Japan, rund 130 Mio. Angehörige (2018)[5]
- Jarai: ethnische Minderheit in Vietnam und Kambodscha
- Javaner: Ethnie auf Java, rund 100 Mio. Angehörige (2015)[6]
- Jenische: marginalisierte, halbnomadische Ethnie in Europa
- Jesiden: ethnisch-religiöse Minderheit mit rund 1 Mio. Angehörigen im nördlichen Irak, in Nordsyrien und in der südöstlichen Türkei, verstreut bis Russland
- Juden: Ethno-religiöse Gruppe, Mehrheitsbevölkerung in Israel, Verstreute Jüdische Diaspora, Untergruppen wie Aschkenasim, Sephardim und Beta Israel
- Jingpo: ethnische Minderheit in Myanmar, Südchina und Indien
- Jukun: Ethnie in Westafrika

### K
- Kadazan-Dusun: indigenes Volk in Malaysia (Sabah), Teilen sich in Dusun und Kadazan ein
- Kaffa: Ethnie in Äthiopien
- Kalabari: Ethnie in Westafrika
- Kalanga: Ethnie in Simbabwe und Botswana
- Kalasha: Ethnie in Pakistan
- Kalendjin: Ethnie in Kenia
- Kalina: indigenes Volk in Südamerika
- Kalmücken: ethnische Minderheit in Russland (Kalmückien), eng mit Mongolen verwandt
- Kamba: Ethnie in Kenia
- Kanak: indigenes Volk in Neukaledonien
- Kannadigas: Ethnie in Südindien (Karnataka), Untergruppe der Draviden
- Kanuri: Ethnie in Nigeria und der Sahelzone
- Kapampangan: Ethnie auf den Philippinen
- Kapmalaien: Ethnie in Südafrika mit südostasiatischer Abstammung
- Karatschaier: ethnische Minderheit in Russland
- Karakalpaken: Ethnie in Zentralasien
- Karbi: Ethnie in Nordostindien
- Karen: ethnische Minderheit in Myanmar und Thailand
- Kashmiri: Ethnie in Nordindien und Pakistan (Kaschmir)
- Kaschuben: ethnische Minderheit in Polen
- Kasachen: Mehrheitsbevölkerung in Kasachstan, Minderheiten in Russland, Volksrepublik China und Usbekistan
- Katalanen: Ethnie in Spanien (Katalonien)
- Kavango: Ethnie in Namibia
- Kemant: Ethnie in Äthiopien
- Khasi: Ethnie in Nordostindien
- Khassonké: Ethnie in Mali
- Khmer: Mehrheitsbevölkerung in Kambodscha
- Khoikhoi: Ethnie im südlichen Afrika, Untergruppe der Khoisan
- Kikuyu: Ethnie in Kenia
- Kiranti: Ethnie in Nepal und Indien
- Kirgisen: Mehrheitsbevölkerung in Kirgisistan, Minderheit in Russland, Volksrepublik China, Usbekistan und Tadschikistan
- Krio: Ethnie in Westafrika
- Kisii: Ethnie in Kenia
- Kissi: Ethnie in Westafrika
- Komi: ethnische Minderheit in Russland
- Konkani: Ethnie in Indien (Goa)
- Konso: Ethnie in Äthiopien
- Koreaner: Mehrheitsbevölkerung in Südkorea und Nordkorea, Minderheit in Japan und der Volksrepublik China, rund 75 Mio. Angehörige
- Korsen: Ethnie in Frankreich (Korsika)
- Kpelle: Ethnie in Westafrika
- Kosovaren: Mehrheitsbevölkerung in Kosovo
- Kroaten: Mehrheitsbevölkerung in Kroatien
- Kru: Ethnie in Westafrika
- Kumyken: ethnische Minderheit in Russland
- Kuna: indigenes Volk in Panama
- Kunama: Ethnie in Ostafrika
- Kurden: ethnische Minderheit in der Türkei, Irak, Syrien und dem Iran
- Kuria: Ethnie in Tansania und Kenia
- Kutep: Ethnie in Nigeria

### L
- Ladiner: ethnische Minderheit in Italien
- Lahu: ethnische Minderheit in Südchina und Südostasien
- Laken: ethnische Minderheit in Russland
- Lamaholot: Ethnie in Flores, Solor, Lembata und Pantar
- Lampung: Ethnie in Indonesien (Sumatra)
- Lao: Mehrheitsbevölkerung in Laos, Minderheit in Thailand
- Lasen: ethnische Minderheit in der Türkei und Georgien
- Lega: Ethnie in der DR Kongo
- Lenca: indigenes Volk in Zentralamerika
- Lesgier: ethnische Minderheit in Russland und Aserbaidschan
- Letten: Mehrheitsbevölkerung in Lettland
- Li: ethnische Minderheit in Südchina (Hainan)
- Limba: Ethnie in Sierra Leone
- Lisu: ethnische Minderheit in Südchina, Myanmar, Thailand und Arunachal Pradesh
- Litauer: Mehrheitsbevölkerung in Litauen
- Loma: Ethnie in Westafrika
- Lozi: Ethnie in Sambia und Simbabwe
- Luhya: Ethnie in Kenia und Uganda
- Luo: Ethnie in Kenia und Tansania
- Luren: ethnische Minderheit im Iran, ursprünglich nomadisch lebend
- Luxemburger: Mehrheitsbevölkerung in Luxemburg

### M
- Maduresen: Ethnie auf Java
- Mährer: ethnische Minderheit in Mitteleuropa
- Mafa: Ethnie in Westafrika
- Magar: Ethnie in Nepal
- Maguindanao: Ethnie auf den Philippinen
- Makaa: Ethnie in Kamerun
- Makassaren: Ethnie in Indonesien (Sulawesi)
- Makonde: Ethnie in Tansania
- Makua: Ethnie in Mosambik und Tansania
- Malaien: Mehrheitsbevölkerung in Malaysia und Brunei, Minderheit in Thailand und Indonesien, rund 60 Mio. Angehörige[7]
- Malayali: Ethnie in Südindien (Kerala), Untergruppe der Draviden
- Malteser: Mehrheitsbevölkerung von Malta
- Mandar: Ethnie in Indonesien (Sulawesi)
- Mandschu: ethnische Minderheit in Nordchina
- Mandinka: Ethnie in Westafrika
- Manggarai: Ethnie in Indonesien (Flores)
- Manjago: Ethnie in Westafrika
- Maonan: ethnische Minderheit in der Volksrepublik China
- Māori: indigenes Volk in Neuseeland, Minderheit im modernen Neuseeland
- Mapuche: indigenes Volk in Chile und Argentinien
- Maranao: Ethnie auf den Philippinen
- Marathen: Ethnie in Indien (Maharashtra), rund 80 Mio. Angehörige
- Mari: ethnische Minderheit in Russland (Mari El)
- Mazandaraner: Ethnie im Iran
- Masalit: Ethnie in Sudan und Tschad
- Massa: Ethnie in Kamerun und Tschad
- Massai: Ethnie in Kenia und Tansania
- Maya: indigenes Volk in Mexiko und Zentralamerika, Unterteilt in verschiedene Gruppen wie Huaxteken, Kekchí oder Mayathan
- Mazahua: indigenes Volk in Mexiko
- Mazateken: indigenes Volk in Mexiko
- Mazedonier: Mehrheitsbevölkerung in Nordmazedonien
- Mbaka: Ethnie in Zentralafrika
- Mboschi: Ethnie in Zentralafrika
- Meitei: Ethnie in Nordostindien (Manipur)
- Melanau: Ethnie auf Borneo
- Mende: Ethnie in Westafrika
- Meru: Ethnie in Kenia
- Métis: Ethnie in Kanada, Nachfahren europäischer Pelzhändler und Frauen indianischer Abstammung
- Mi’kmaq: indigenes Volk in Nordamerika
- Mijikenda: Ethnie in Kenia und Tansania, mehrere Untergruppen wie die Digo
- Minahasa: Ethnie in Indonesien (Sulawesi)
- Minangkabau: Ethnie in Indonesien (Sumatra)
- Miskito: indigenes Volk in Zentralamerika
- Mixe: indigenes Volk in Mexiko
- Mixteken: indigenes Volk in Mexiko
- Mon: Ethnie in Myanmar und Thailand
- Mongo: Ethnie in der DR Kongo
- Mongolen: Mehrheitsbevölkerung in der Mongolei, Minderheit in der Volksrepublik China und Russland
- Mongondow: Ethnie in Indonesien (Sulawesi)
- Montenegriner: Mehrheitsbevölkerung in Montenegro
- Mordwinen: ethnische Minderheit in Russland (Mordwinien)
- Mossi: Ethnie in Burkina Faso
- Mulam: ethnische Minderheit in Südchina (vorwiegend Provinz Guizhou)
- Mumuye: Ethnie in Nigeria
- Muna: Ethnie in Indonesien (Sulawesi)
- Munda: indigenes Volk in Ostindien
- Murut: indigenes Volk in Malaysia (Sabah)
- Muskogee: indigenes Volk in Nordamerika
- Musgum: Ethnie in Kamerun und Tschad
- Mwera: Volk in Tansania

### N
- Naga: Ethnie in Nordostindien und Myanmar
- Nahua: indigenes Volk in Mexiko
- Nama: Ethnie im südlichen Afrika
- Nara: Ethnie in Eritrea
- Navajo: indigenes Volk in Nordamerika
- Nauruer: Mehrheitsbevölkerung in Nauru
- Naxi: ethnische Minderheit in Südchina (vorwiegend Provinz Guizhou)
- Ndebele: Ethnie in Simbabwe und Südafrika
- Nenzen: ethnische Minderheit in Russland (Sibirien)
- Newar: Ethnie in Nepal
- Ngaju: Ethnie in Indonesien (Sumatra)
- Ngalong: Mehrheitsbevölkerung in Bhutan, mit Tibetern verwandt
- Ngbandi: Ethnie in Zentralafrika
- Ngombe: Ethnie in der DR Kongo
- Nias: Ethnie in Indonesien (Sumatra)
- Niederländer: Mehrheitsbevölkerung in den Niederlanden
- Nogaier: ethnische Minderheit in Russland
- Norweger: Mehrheitsbevölkerung von Norwegen
- Nuba; Ethnie im Sudan
- Nubier: Ethnie in Ägypten und Sudan
- Nu: ethnische Minderheit in Südwestchina (vorwiegend Provinz Yunnan)
- Nuer: Ethnie in Südsudan und Äthiopien
- Nung: ethnische Minderheit in Vietnam
- Nupe: Ethnie in Nigeria
- Nuristani: Ethnie in Afghanistan und Pakistan
- Nyamwezi: Ethnie in Tansania
- Nzema: Ethnie in Westafrika

### O
- Österreicher: Mehrheitsbevölkerung von Österreich
- Okzitanier: Ethnie in Frankreich
- Oriya: Ethnie in Indien (Odisha)
- Ogoni: Ethnie in Nigeria
- Oromo: Ethnie in Äthiopien (Oromia), Teilen sich in Untergruppen wie Ittu-Oromo, Tana Orma oder Arsi-Oromo auf
- Osseten: ethnische Minderheit in Russland (Nordossetien-Alanien) und Georgien (Südossetien)
- Ostfriesen: 465.000 Menschen in Niedersachsen
- Ot Danum: Ethnie auf Borneo
- Otomí: indigenes Volk in Mexiko
- Ovambo: Ethnie in Namibia und Angola
- Ovatjimba: Ethnie in Namibia
- Ovatue (Ovatwa): Ethnie in Namibia
- Ovazemba: Ethnie in Namibia
- Ovimbundu: Ethnie in Angola

### P
- Pamiri: Ethnie im Pamirgebirge
- Pangasinan: Ethnie auf den Philippinen
- Papua: Mehrheitsbevölkerung in Neuguinea, teilen sich in verschiedene Untergruppen auf
- Pepel: Ethnie in Guinea-Bissau
- Pare: Ethnie in Tansania
- Pashai: Ethnie in Afghanistan
- Paschtunen: Ethnie in Afghanistan und Pakistan, rund 50 Mio. Angehörige (2017)
- Pedi: Ethnie in Südafrika
- Pende: Ethnie in der DR Kongo
- Perser: Mehrheitsbevölkerung im Iran, rund 50 Mio. Angehörige (2018)[8]
- Polen: Mehrheitsbevölkerung in Polen
- Portugiesen: Mehrheitsbevölkerung in Portugal
- Punjabis: Ethnische Gruppe in Pakistan und Indien, rund 124 Mio. Angehörige (2018)[9]
- Purépecha: indigenes Volk in Mexiko

### Q
- Qaschqai: ethnische Minderheit im Iran, ursprünglich nomadische Lebensweise
- Qiang: ethnische Minderheit in Westchina (Sichuan)
- Quechua: indigenes Volk in Südamerika (Peru, Bolivien, Ecuador)

### R
- Rade: ethnische Minderheit in Vietnam
- Rajasthani: Ethnie in Nordwestindien (Rajasthan)
- Rashaida: Ethnie in Eritrea
- Rejang: Ethnie in Indonesien (Sumatra)
- Rendille: Ethnie in Kenia
- Rohingya: ethnische Minderheit in Myanmar und Bangladesch
- Roma: ethnische Minderheit in Europa und Vorderasien, breit gestreut lebend
- Rumänen: Mehrheitsbevölkerung in Rumänien und Moldau
- Russen: Mehrheitsbevölkerung in Russland, Minderheit in vielen Staaten Osteuropas und Zentralasiens, rund 130 Mio. Angehörige (2013)[10]
- Ryūkyū: ethnische Minderheit in Japan (Ryūkyū-Inseln), verschiedene Untergruppen
- Russinen: ethnische Minderheit in Mittel- und Osteuropa

### S
- Saho: Ethnie in Eritrea und Äthiopien
- Salar: ethnische Minderheit in Westchina (Qinghai)
- Sambal: Ethnie auf den Philippinen
- Samen: indigenes Volk in Skandinavien
- Samoaner: Mehrheitsbevölkerung von Samoa und Amerikanisch-Samoa
- San: Ethnie im südlichen Afrika, ursprüngliche Lebensweise als Jäger und Sammler, Untergruppe der Khoisan
- Sangiresen: Ethnie in Indonesien (Sulawesi)
- Santal: indigenes Volk in Südasien
- Sara: Ethnie in Zentralafrika
- Sarden: ethnische Minderheit in Italien (Sardinien)
- Sasak: Ethnie auf Lombok
- Schilluk: Ethnie im Südsudan
- Schlesier: ethnische Minderheit in Polen
- Schotten: Mehrheitsbevölkerung von Schottland
- Schweden: Mehrheitsbevölkerung in Schweden
- Schweizer: Mehrheitsbevölkerung der Schweiz
- Sefwi: Ethnie in Westafrika, Untergruppe der Akan
- Senufo: Ethnie in Westafrika
- Serben: Mehrheitsbevölkerung in Serbien, Minderheit in mehreren anderen Staaten
- Serer: Ethnie in Senegal und Gambia
- Shan: ethnische Minderheit in Myanmar (Shan-Staat)
- She: ethnische Minderheit in der Volksrepublik China
- Sherbro: Ethnie in Westafrika
- Sherpa: Ethnie in Nepal und der Volksrepublik China
- Shona: Mehrheitsbevölkerung in Simbabwe, Minderheit in Mosambik
- Sica: Ethnie in Indonesien (Flores)
- Sidama: Ethnie in Äthiopien
- Siddi: Ethnie in Indien und Pakistan
- Silt’e: Ethnie in Äthiopien
- Sindhis: Ethnie in Pakistan
- Singhalesen: Mehrheitsbevölkerung in Sri Lanka
- Sinti: ethnische Minderheit in Europa, breit gestreut lebend
- Sioux: indigenes Volk in Nordamerika
- Slowaken: Mehrheitsbevölkerung in der Slowakei
- Slowenen: Mehrheitsbevölkerung in Slowenien
- Somali: Mehrheitsbevölkerung in Somalia und Dschibuti, Minderheit in Kenia und Äthiopien
- Songhai: Ethnie in Westafrika
- Soninke: Ethnie in Westafrika
- Sorben: Ethnie in der Lausitz, Deutschland
- Spanier: Mehrheitsbevölkerung in Spanien
- Südtiroler: Mehrheitsbevölkerung in Südtirol, Minderheit in Italien
- Sui: ethnische Minderheit in der Volksrepublik China
- Sundanesen: Ethnie auf Java
- Sukuma: Ethnie in Tansania
- Sumbawa: Ethnie auf Sumbawa
- Surma: Ethnie in Äthiopien und Südsudan
- Susu: Ethnie in Westafrika
- Swasi: Mehrheitsbevölkerung in Eswatini, Minderheit in Südafrika

### T
- Tabassaranen: ethnische Minderheit in Russland
- Tadschiken: Mehrheitsbevölkerung in Tadschikistan, Minderheit in Afghanistan, Usbekistan und der Volksrepublik China
- Tagalog: Ethnie auf den Philippinen
- Tahitianer: Ethnie auf Tahiti
- Talyschen: ethnische Minderheit in Aserbaidschan und Iran
- Tama: Ethnie in Tschad und Sudan
- Tamang: Ethnie in Nepal
- Tamilen: Ethnie in Indien (Tamil Nadu), Sri Lanka und Malaysia, Untergruppe der Draviden, rund 75 Mio. Angehörige
- Tarok: Ethnie in Nigeria
- Tataren: ethnische Minderheit in Russland (Tatarstan) und der Ukraine
- Tausūg: Ethnie in Südostasien
- Tboli: Ethnie auf den Philippinen
- Telugu: Ethnie in Indien (Telangana und Andhra Pradesh), Untergruppe der Draviden, rund 70 Mio. Angehörige
- Teke: Ethnie in Zentralafrika
- Tetum: Ethnie auf Timor
- Thai: Mehrheitsbevölkerung in Thailand
- Thái: ethnische Minderheit in Vietnam
- Tibeter: ethnische Minderheit in Westchina (Tibet), Nepal und Indien
- Tigray: Ethnie in Eritrea und Äthiopien, Untergruppe der Habescha
- Tigre: Ethnie in Eritrea, Untergruppe der Habescha
- Tiv: Ethnie in Nigeria
- Tongaer: Mehrheitsbevölkerung in Tonga
- Toraja: Ethnie in Indonesien (Sulawesi)
- Tuareg: Berberethnie aus Mali, Algerien und Niger
- Tubu: Ethnie in der Sahelzone
- Tukulor: Ethnie in Westafrika
- Tschechen: Mehrheitsbevölkerung in Tschechien
- Tscherkessen: ethnische Minderheit in Russland und Vorderasien
- Tschetschenen: ethnische Minderheit in Russland (Tschetschenien)
- Tschuwaschen: ethnische Minderheit in Russland (Tschuwaschien)
- Tsonga. Ethnie in Mosambik und Südafrika
- Tu: ethnische Minderheit in der Volksrepublik China
- Tujia: ethnische Minderheit in der Volksrepublik China
- Tupuri: Ethnie in Kamerun und Tschad
- Turkana: Ethnie in Kenia
- Türken: Mehrheitsbevölkerung in der Türkei, Minderheit in Bulgarien und Zypern
- Turkmenen (Vorderasien): ethnische Minderheit in Vorderasien
- Turkmenen: Mehrheitsbevölkerung in Turkmenistan, Minderheit in Afghanistan
- Tutsi: Ethnisch-soziale Gruppe in Ruanda und Burundi
- Tuwiner: ethnische Minderheit in Russland (Sibirien)
- Twa: Ethnie in Ruanda, Burundi und der DR Kongo, Untergruppe der Pygmäen

### U
- Udmurten: ethnische Minderheit in Russland (Udmurtien)
- Urhobo: Ethnie in Nigeria
- Ukrainer: Mehrheitsbevölkerung in der Ukraine
- Uiguren: ethnische Minderheit in Westchina (Xinjiang) und Kasachstan
- Ungarn: Mehrheitsbevölkerung in Ungarn, Minderheit in mehreren Ländern
- Usbeken: Mehrheitsbevölkerung in Usbekistan, Minderheit in mehreren Ländern
- Ute: indigenes Volk in Nordamerika

### V
- Vai: Ethnie in Westafrika
- Venda: Ethnie im südlichen Afrika
- Vietnamesen: Mehrheitsbevölkerung in Vietnam, rund 75 Mio. Angehörige[11]
- Visaya: Ethnie auf den Philippinen, gliedern sich in verschiedene Untergruppen

### W
- Wa: ethnische Minderheit in der Volksrepublik China und Myanmar
- Wallonen: Ethnie in Belgien (wallonische Region)
- Wayao: Ethnie in Malawi, Mosambik und Tansania
- Weh: Ethnie in der Elfenbeinküste
- Wolaytta: Ethnie in Äthiopien
- Waliser: Mehrheitsbevölkerung in Wales
- Wolof: Ethnie in Westafrika

### X
- Xhosa: Ethnie in Südafrika
- Xibe: ethnische Minderheit in der Volksrepublik China

### Y
- Yanomami: indigenes Volk in Brasilien
- Yao: ethnische Minderheit in Südchina und Südostasien
- Yi: ethnische Minderheit in Südchina
- Yoruba: Ethnie in Nigeria und Benin

### Z
- Zaghawa: Ethnie in Tschad und Sudan
- Zarma: Ethnie in Westafrika
- Zaza: ethnische Minderheit in der Türkei, vornehmlich in Ostanatolien
- Zapoteken: indigenes Volk in Mexiko
- Zhuang: ethnische Minderheit in Südchina, größte ethnische Minderheit in der Volksrepublik China
- Zigula: Ethnie in Tansania
- Zulu: Ethnie im südlichen Afrika